# Historia de San Cristóbal y Nieves

Bandera de San Cristóbal y Nieves.

A la hora del descubrimiento europeo, las islas de San Cristóbal y Nieves estaban habitadas por los caribes.
Navegantes españoles fueron los primeros europeos en ver y bautizar las islas de San Cristóbal y Nieves. Cristóbal Colón las avistó el 12 de noviembre de 1493 durante su segundo viaje y denominó Sant Jago a la actual San Cristóbal. Malinterpretaciones de mapas posteriores hicieron que los exploradores españoles le dieran el nombre San Cristóbal, que originalmente habían aplicado a la isla de Saba, ubicada un poco más al norte. La isla de Nieves recibió ese nombre por las nubes que normalmente cubren el pico volcánico de la isla, que recordó a los españoles el antiguo milagro de Nuestra Señora de las Nieves.
El primer intento no español de establecerse en el mar Caribe ocurrió en San Cristóbal en 1538 cuando refugiados hugonotes franceses de la ciudad de Dieppe establecieron una poblado y un puerto en la costa norte de isla, que denominaron Dieppe. Algunos meses después de la fundación el establecimiento fue arrasado por españoles y todos sus habitantes deportados. 
El siguiente intento europeo ocurrió en 1607 cuando el capitán John Smith permaneció en Nieves por 5 días en su ruta a fundar el primer exitoso establecimiento en Virginia. 
La colonización europea no comenzó hasta 1623-24, cuando primero los ingleses, y después los franceses llegaron a la isla de San Cristóbal, cuyo nombre fue acortado por los ingleses a St. Kitts Island. Debido a que fue la primera colonia inglesa en el Caribe, San Cristóbal sirvió como base para la futura colonización de la región.
Los ingleses y los franceses ocuparon San Cristóbal en común desde 1628 hasta 1713, con la breve interrupción de la ocupación española de 1629. Durante el siglo XVII, la guerra intermitente entre los colonos franceses e ingleses devastó la economía de la isla. Mientras tanto Nieves, colonizada por los ingleses en 1628, crecía prósperamente bajo las leyes Británicas. San Cristóbal fue cedida a Gran Bretaña en el Tratado de Utrecht de 1713. Los franceses ocuparon San Cristóbal y Nieves en 1782.
El Tratado de Versalles en 1783 devolvió ambas islas definitivamente a Gran Bretaña. Las islas formaban parte de la colonia de las Islas de Sotavento desde 1871 a 1956, y de la Federación de las Indias Occidentales desde 1958 a 1962. En 1967, junto a Anguila llegó a ser un estado libre asociado con el Reino Unido; Anguila pasó a formar parte de los Territorios Británicos de Ultramar. La federación de San Cristóbal y Nieves alcanzó la completa independencia el 19 de septiembre de 1983.
En agosto de 1998 hubo un referéndum en Nieves para decidir sobre la separación de San Cristóbal al cual le faltaron los dos tercios necesarios para alcanzar la mayoría. Después, en septiembre de 1998, el Huracán George causó aproximadamente 445 millones de dólares en daños y limitó el crecimiento del PIB para ese año.